# ATP-seizoen 2024
Het ATP-seizoen in 2024 bestond uit de internationale tennistoernooien, die door de ATP en ITF werden georganiseerd in het kalenderjaar 2024.
Het speelschema omvatte:
- 64 ATP-toernooien, bestaande uit de categorieën:
  - ATP Tour Masters 1000: 9
  - ATP Tour 500: 13
  - ATP Tour 250: 38
  - ATP Finals: eindejaarstoernooi voor de 8 beste tennissers/dubbelteams;
  - Next Generation ATP Finals: eindejaarstoernooi voor de 7 beste tennissers jonger dan 21 jaar (+ 1 wildcard), geen ATP-punten;
  - United Cup: gemengde landenwedstrijd;
  - Laver Cup: continententoernooi tussen Team Europa en Team Wereld, geen ATP-punten.
- 6 ITF-toernooien, bestaande uit de:
  - 4 grandslamtoernooien;
  - Davis Cup: landenteamtoernooi, geen ATP-punten;
  - Olympische Zomerspelen.

## Speelschema

### Legenda
| Grand Slams           |
| Olympische Spelen     |
| ATP Tour Finals       |
| ATP Tour Masters 1000 |
| ATP Tour 500          |
| ATP Tour 250          |
| Toernooien voor teams |

Codering
De codering voor het aantal deelnemers.
128S/128Q/64D/32X
- 128 deelnemers aan hoofdtoernooi (S)
- 128 aan het kwalificatietoernooi (Q)
- 64 koppels in het dubbelspel (D)
- 32 koppels in het gemengd dubbelspel (X)

Alle toernooien worden in principe buiten gespeeld, tenzij anders vermeld.
RR = groepswedstrijden, (i) = indoor

### Januari
| Week van              | Toernooi | Winnaar(s) | Finalist(en) | Uitslag finale          |         |
| --------------------- | --- | --- | --- | ----------------------- | ------- |
| 1 januari             | United Cup Perth, Sydney, Australië Landenteamcompetitie $ 15.000.000 - hardcourt - 18 teams | Duitsland Alexander Zverev Angelique Kerber Laura Siegemund | Polen Iga Świątek Hubert Hurkacz Jan Zieliński Katarzyna Kawa Katarzyna Piter                                                               | 2-1                     | Details |
| 1 januari             | Hong Kong Open Hongkong, Hongkong ATP Tour 250 $ 739.945 - hardcourt - 28S/16Q/16D | Andrej Roebljov | Emil Ruusuvuori | 6-4, 6-4                | Details |
| 1 januari             | Hong Kong Open Hongkong, Hongkong ATP Tour 250 $ 739.945 - hardcourt - 28S/16Q/16D | Marcelo Arévalo Mate Pavić | Sander Gillé Joran Vliegen | 7-6, 6-4                | Details |
| 1 januari             | Brisbane International Brisbane, Australië ATP Tour 250 $ 739.945 - hardcourt - 32S/24Q/24D | Grigor Dimitrov | Holger Rune | 7-6, 6-4                | Details |
| 1 januari             | Brisbane International Brisbane, Australië ATP Tour 250 $ 739.945 - hardcourt - 32S/24Q/24D | Lloyd Glasspool Jean-Julien Rojer | Kevin Krawietz Tim Pütz | 7-6, 5-7, [12-10]       | Details |
| 8 januari             | Adelaide International Adelaide, Australië ATP Tour 250 $ 739.945 - hardcourt - 28S/16Q/24D | Jiří Lehečka | Jack Draper | 4-6, 6-4, 6-3           | Details |
| 8 januari             | Adelaide International Adelaide, Australië ATP Tour 250 $ 739.945 - hardcourt - 28S/16Q/24D | Rajeev Ram Joe Salisbury | Rohan Bopanna Matthew Ebden | 7-5, 5-7, [11-9]        | Details |
| 8 januari             | Auckland Open Auckland, Nieuw-Zeeland ATP Tour 250 $ 739.945 - hardcourt - 28S/16Q/16D | Alejandro Tabilo | Taro Daniel | 6-2, 7-5                | Details |
| 8 januari             | Auckland Open Auckland, Nieuw-Zeeland ATP Tour 250 $ 739.945 - hardcourt - 28S/16Q/16D | Wesley Koolhof Nikola Mektić | Marcel Granollers Horacio Zeballos | 6-3, 6-7, [10-7]        | Details |
| 15 januari 22 januari | Australian Open Melbourne, Australië Grand Slam AU$ 39.264.000 - hardcourt 128S/128Q/64D/32X | Jannik Sinner | Daniil Medvedev | 3-6, 3-6, 6-4, 6-4, 6-3 | Details |
| 15 januari 22 januari | Australian Open Melbourne, Australië Grand Slam AU$ 39.264.000 - hardcourt 128S/128Q/64D/32X | Rohan Bopanna Matthew Ebden | Simone Bolelli Andrea Vavassori | 7-6(7-0), 7-5           | Details |
| 15 januari 22 januari | Australian Open Melbourne, Australië Grand Slam AU$ 39.264.000 - hardcourt 128S/128Q/64D/32X | Hsieh Su-wei Jan Zieliński | Desirae Krawczyk Neal Skupski | 6-7, 6-4, [11-9]        | Details |
| 29 januari            | Davis Cup by Rakuten (kwalificatieronde) Montreal, Canada - Kraljevo, Servië - Varaždin, Kroatië - Tatabánya, Hongarije - Groningen, Nederland - Třinec, Tsjechië - Vilnius, Litouwen - Turku, Finland - Taipei, Taiwan - Rosario, Argentinië - Helsingborg, Zweden - Santiago, Chili - | Kwalificatieronde winnaars Canada 3-1 Slowakije 4-0 België 3-1 Duitsland 3-2 Nederland 3-2 Tsjechië 4-0 Verenigde Staten 4-0 Finland 3-1 Frankrijk 4-0 Argentinië 3-2 Brazilië 3-1 Chili 3-2 | Kwalificatieronde verliezers Zuid-Korea Servië Kroatië Hongarije Zwitserland Israël Oekraïne Portugal Chinees Taipei Kazachstan Zweden Peru |                         | Details |
| 29 januari            | Open Sud de France Montpellier, Frankrijk ATP Tour 250 € 579.320 - hardcourt (i) - 28S/16Q/16D | Alexander Bublik | Borna Ćorić | 5-7, 6-2, 6-3           | Details |
| 29 januari            | Open Sud de France Montpellier, Frankrijk ATP Tour 250 € 579.320 - hardcourt (i) - 28S/16Q/16D | Sadio Doumbia Fabien Reboul | Albano Olivetti Sam Weissborn | 6-7(5-7), 6-4, [10-6]   | Details |

### Februari
| Week van    | Toernooi | Winnaar(s)                           | Finalist(en)                           | Uitslag finale        |         |
| ----------- | --- | ------------------------------------ | -------------------------------------- | --------------------- | ------- |
| 5 februari  | Córdoba Open Córdoba, Argentinië ATP Tour 250 $ 640.705 - gravel - 28S/16Q/16D                                              | Luciano Darderi                      | Facundo Bagnis                         | 6-1, 6-4              | Details |
| 5 februari  | Córdoba Open Córdoba, Argentinië ATP Tour 250 $ 640.705 - gravel - 28S/16Q/16D                                              | Máximo González Andrés Molteni       | Sadio Doumbia Fabien Reboul            | 6-4, 6-1              | Details |
| 5 februari  | Dallas Open Dallas, Verenigde Staten ATP Tour 250 $ 841.590 - hardcourt (i) - 28S/16Q/16D                                   | Tommy Paul                           | Marcos Giron                           | 7-6(7-3), 5-7, 6-3    | Details |
| 5 februari  | Dallas Open Dallas, Verenigde Staten ATP Tour 250 $ 841.590 - hardcourt (i) - 28S/16Q/16D                                   | Max Purcell Jordan Thompson          | William Blumberg Rinky Hijikata        | 6-4, 2-6, 10-8        | Details |
| 5 februari  | Open 13 Marseille, Frankrijk ATP Tour 250 € 801.335 - hardcourt (i) - 28S/16Q/16D                                           | Ugo Humbert                          | Grigor Dimitrov                        | 6-4, 6-3              | Details |
| 5 februari  | Open 13 Marseille, Frankrijk ATP Tour 250 € 801.335 - hardcourt (i) - 28S/16Q/16D                                           | Tomáš Macháč Zhang Zhizhen           | Patrik Niklas-Salminen Emil Ruusuvuori | 6-4, 6-1              | Details |
| 12 februari | ABN AMRO Tennis Tournament Rotterdam, Nederland ATP Tour 500 € 2.290.720 - hardcourt (i) - 32S/16Q/16D                      | Jannik Sinner                        | Alex de Minaur                         | 7-5, 6-4              | Details |
| 12 februari | ABN AMRO Tennis Tournament Rotterdam, Nederland ATP Tour 500 € 2.290.720 - hardcourt (i) - 32S/16Q/16D                      | Wesley Koolhof Nikola Mektić         | Robin Haase Botic van de Zandschulp    | 6-3, 7-5              | Details |
| 12 februari | Argentina Open Buenos Aires, Argentinië ATP Tour 250 $ 728.185 - gravel - 28S/16Q/16D                                       | Facunda Díaz Acosta                  | Nicolás Jarry                          | 6-3, 6-4              | Details |
| 12 februari | Argentina Open Buenos Aires, Argentinië ATP Tour 250 $ 728.185 - gravel - 28S/16Q/16D                                       | Simone Bolelli Andrea Vavassori      | Horacio Zeballos Marcel Granollers     | 6-2, 7-6(8-6)         | Details |
| 12 februari | Delray Beach Open by VITACOST.COM Delray Beach, Verenigde Staten ATP Tour 250 $ 742.350 - hardcourt - 28S/16Q/16D           | Taylor Fritz                         | Tommy Paul                             | 6-2, 6-3              | Details |
| 12 februari | Delray Beach Open by VITACOST.COM Delray Beach, Verenigde Staten ATP Tour 250 $ 742.350 - hardcourt - 28S/16Q/16D           | Julian Cash Robert Galloway          | Santiago González Neal Skupski         | 5-7, 7-5, [10-2]      | Details |
| 19 februari | Rio Open presented by Claro Rio de Janeiro, Brazilië ATP Tour 500 $ 2.271.715 - gravel - 32S/16Q/16D                        | Sebastián Báez                       | Mariano Navone                         | 6-2, 6-1              | Details |
| 19 februari | Rio Open presented by Claro Rio de Janeiro, Brazilië ATP Tour 500 $ 2.271.715 - gravel - 32S/16Q/16D                        | Nicolás Barrientos Rafael Matos      | Alexander Erler Lucas Miedler          | 6-4, 6-3              | Details |
| 19 februari | Qatar ExxonMobil Open Doha, Qatar ATP Tour 250 $ 1.493.465 - hardcourt - 28S/16Q/16D                                        | Karen Khachanov                      | Jakub Menšík                           | 7-6(14-12), , 6-4     | Details |
| 19 februari | Qatar ExxonMobil Open Doha, Qatar ATP Tour 250 $ 1.493.465 - hardcourt - 28S/16Q/16D                                        | Jamie Murray Michael Venus           | Lorenzo Musetti Lorenzo Sonego         | 7-6(7-0), 2-6, [10-8] | Details |
| 19 februari | Los Cabos Open Los Cabos, Mexico ATP Tour 250 € 1.005.620 - hardcourt - 28S/16Q/16D                                         | Jordan Thompson                      | Casper Ruud                            | 6-3, 7-6(7-4)         | Details |
| 19 februari | Los Cabos Open Los Cabos, Mexico ATP Tour 250 € 1.005.620 - hardcourt - 28S/16Q/16D                                         | Max Purcell Jordan Thompson          | Gonzalo Escobar Aleksandr Nedovyesov   | 7-5, 7-6(7-2)         | Details |
| 26 februari | Abierto Mexicano Telcel presentado por HSBC Acapulco, Mexico ATP Tour 500 $ 2.377.565 - hardcourt - 32S/16Q/16D             | Alex de Minaur                       | Casper Ruud                            | 6-3, 6-2              | Details |
| 26 februari | Abierto Mexicano Telcel presentado por HSBC Acapulco, Mexico ATP Tour 500 $ 2.377.565 - hardcourt - 32S/16Q/16D             | Hugo Nys Jan Zieliński               | Santiago González Neal Skupski         | 6-3, 6-2              | Details |
| 26 februari | Dubai Duty Free Tennis Championships Dubai, Verenigde Arabische Emiraten ATP Tour 500 $ 3.113.270 - hardcourt - 32S/16Q/16D | Ugo Humbert                          | Alexander Bublik                       | 6-4, 6-3              | Details |
| 26 februari | Dubai Duty Free Tennis Championships Dubai, Verenigde Arabische Emiraten ATP Tour 500 $ 3.113.270 - hardcourt - 32S/16Q/16D | Tallon Griekspoor Jan-Lennard Struff | Ivan Dodig Austin Krajicek             | 6-4, 4-6, [10-6]      | Details |
| 26 februari | Chile Dove Men+Care Open Santiago, Chili ATP Tour 250 $ 742.350 - gravel - 28S/16Q/16D                                      | Sebastián Báez                       | Alejandro Tabilo                       | 3-6, 6-0, 6-4         | Details |
| 26 februari | Chile Dove Men+Care Open Santiago, Chili ATP Tour 250 $ 742.350 - gravel - 28S/16Q/16D                                      | Tomás Barrios Vera Alejandro Tabilo  | Orlando Luz Matías Soto                | 6-2, 6-4              | Details |

### Maart
| Week van          | Toernooi | Winnaar(s)                   | Finalist(en)                       | Uitslag finale     |         |
| ----------------- | --- | ---------------------------- | ---------------------------------- | ------------------ | ------- |
| 4 maart 11 maart  | BNP Paribas Open Indian Wells, Verenigde Staten ATP Tour Masters 1000 $ 8.995.555 - hardcourt - 96S/48Q/32D | Carlos Alcaraz               | Daniil Medvedev                    | 7-6(7-5) , 6-1     | Details |
| 4 maart 11 maart  | BNP Paribas Open Indian Wells, Verenigde Staten ATP Tour Masters 1000 $ 8.995.555 - hardcourt - 96S/48Q/32D | Wesley Koolhof Nikola Mektić | Marcel Granollers Horacio Zeballos | 7-6(7-2) ,7-6(7-4) | Details |
| 18 maart 25 maart | Miami Open presented by Itaú Miami, Verenigde Staten $ 8.995.555 - hardcourt - 96S/48Q/32D                  | Jannik Sinner                | Bulgarije Grigor Dimitrov          | 6-3, 6-1           | Details |
| 18 maart 25 maart | Miami Open presented by Itaú Miami, Verenigde Staten $ 8.995.555 - hardcourt - 96S/48Q/32D                  | Rohan Bopanna Matthew Ebden  | Ivan Dodig Austin Krajicek         | 6-7 , 6-3, [10-6]  | Details |

### April
| Week van          | Toernooi | Winnaar(s)                           | Finalist(en)                    | Uitslag finale   |         |
| ----------------- | --- | ------------------------------------ | ------------------------------- | ---------------- | ------- |
| 1 april           | Millennium Estoril Open Estoril, Portugal ATP Tour 250 € 651.865 - gravel - 28S/16Q/16D                                     | Hubert Hurkacz                       | Pedro Martínez                  | 6-3, 6-4         | Details |
| 1 april           | Millennium Estoril Open Estoril, Portugal ATP Tour 250 € 651.865 - gravel - 28S/16Q/16D                                     | Gonzalo Escobar Aleksandr Nedovyesov | Sadio Doumbia Fabien Reboul     | 7-5, 6-2         | Details |
| 1 april           | U.S. Men's Clay Court Championships Houston, Verenigde Staten ATP Tour 250 $ 742.350 - gravel (kastanjebruin) - 28S/16Q/16D | Ben Shelton                          | Frances Tiafoe                  | 7-5, 4-6, 6-3    | Details |
| 1 april           | U.S. Men's Clay Court Championships Houston, Verenigde Staten ATP Tour 250 $ 742.350 - gravel (kastanjebruin) - 28S/16Q/16D | Max Purcell Jordan Thompson          | William Blumberg John Peers     | 7-5, 6-1         | Details |
| 1 april           | Grand Prix Hassan II Marrakesh, Marokko ATP Tour 250 € 651.865 - gravel - 28S/16Q/16D                                       | Matteo Berrettini                    | Roberto Carballés               | 7-5, 6-2         | Details |
| 1 april           | Grand Prix Hassan II Marrakesh, Marokko ATP Tour 250 € 651.865 - gravel - 28S/16Q/16D                                       | Harri Heliövaara Henry Patten        | Alexander Erler Lucas Miedler   | 3-6, 6-4, [10-4] | Details |
| 8 april           | Rolex Monte-Carlo Masters Monte Carlo, Monaco ATP Tour Masters 1000 € 5.950.575 - gravel - 56S/28Q/32D                      | Stéfanos Tsitsipás                   | Casper Ruud                     | 6-1, 6-4         | Details |
| 8 april           | Rolex Monte-Carlo Masters Monte Carlo, Monaco ATP Tour Masters 1000 € 5.950.575 - gravel - 56S/28Q/32D                      | Sander Gillé Joran Vliegen           | Marcelo Melo Alexander Zverev   | 5-7, 6-3, [10-5] | Details |
| 15 april          | Barcelona Open Banc Sabadell Barcelona, Spanje ATP Tour 500 € 2.938.695 - gravel - 48S/24Q/16D                              | Casper Ruud                          | Stéfanos Tsitsipás              | 7-5, 6-3         | Details |
| 15 april          | Barcelona Open Banc Sabadell Barcelona, Spanje ATP Tour 500 € 2.938.695 - gravel - 48S/24Q/16D                              | Máximo González Andrés Molteni       | Hugo Nys Jan Zieliński          | 4-6, 6-4, [11-9] | Details |
| 15 april          | Romanian Open Boekarest, Roemenië ATP Tour 250 € 651.865 - gravel - 28S/16Q/16D                                             | Márton Fucsovics                     | Mariano Navone                  | 6-3, 7-5         | Details |
| 15 april          | Romanian Open Boekarest, Roemenië ATP Tour 250 € 651.865 - gravel - 28S/16Q/16D                                             | Sadio Doumbia Fabien Reboul          | Harri Heliövaara Henry Patten   | 6-3, 7-5         | Details |
| 15 april          | BMW Open by American Express München, Duitsland ATP Tour 250 € 651.865 - gravel - 28S/16Q/16D                               | Jan-Lennard Struff                   | Taylor Fritz                    | 6-3, 7-5         | Details |
| 15 april          | BMW Open by American Express München, Duitsland ATP Tour 250 € 651.865 - gravel - 28S/16Q/16D                               | Yuki Bhambri Albano Olivetti         | Andreas Mies Jan-Lennard Struff | 6-3, 7-5         | Details |
| 22 april 29 april | Mutua Madrid Open Madrid, Spanje ATP Tour Masters 1000 € 9.017.445 - gravel - 96S/48Q/32D                                   | Andrey Rublev                        | Félix Auger-Aliassime           | 4-6, 7-5, 7-5    | Details |
| 22 april 29 april | Mutua Madrid Open Madrid, Spanje ATP Tour Masters 1000 € 9.017.445 - gravel - 96S/48Q/32D                                   | Sebastian Korda Jordan Thompson      | Ariel Behar Adam Pavlásek       | 6-3, 7-6(9-7)    | Details |

### Mei
| Week van      | Toernooi                                                                                          | Winnaar(s)                             | Finalist(en)                      | Uitslag finale          |         |
| ------------- | ------------------------------------------------------------------------------------------------- | -------------------------------------- | --------------------------------- | ----------------------- | ------- |
| 6 mei 13 mei  | Internazionali BNL d'Italia Rome, Italië ATP Tour Masters 1000 € 8.862.111 - gravel - 96S/28Q/32D | Alexander Zverev                       | Nicolás Jarry                     | 6-4, 7-5                | Details |
| 6 mei 13 mei  | Internazionali BNL d'Italia Rome, Italië ATP Tour Masters 1000 € 8.862.111 - gravel - 96S/28Q/32D | Marcel Granollers Horacio Zeballos     | Marcelo Arévalo Mate Pavić        | 6-2, 6-2                | Details |
| 20 mei        | Gonet Geneva Open Genève, Zwitserland ATP Tour 250 € 651.865 - gravel - 28S/16Q/16D               | Casper Ruud                            | Tomáš Macháč                      | 7-5, 6-3                | Details |
| 20 mei        | Gonet Geneva Open Genève, Zwitserland ATP Tour 250 € 651.865 - gravel - 28S/16Q/16D               | Marcelo Arévalo Mate Pavić             | Lloyd Glasspool Jean-Julien Rojer | 7-6 (7-2) , 7-5         | Details |
| 20 mei        | Open Parc Auvergne-Rhone-Alpes Lyon Lyon, Frankrijk ATP Tour 250 € 651.865 - gravel - 28S/16Q/16D | Giovanni Mpetshi                       | Tomáš Martín Etcheverry           | 6-4, 1-6, 7-6(9-7)      | Details |
| 20 mei        | Open Parc Auvergne-Rhone-Alpes Lyon Lyon, Frankrijk ATP Tour 250 € 651.865 - gravel - 28S/16Q/16D | Harri Heliövaara Henry Patten          | Yuki Bhambri Albano Olivetti      | 3-6, 7-6 (7-4) , [10-8] | Details |
| 27 mei 3 juni | Roland Garros Parijs, Frankrijk Grand Slam € 24.961.000 - gravel 128S/128Q/64D/32X                | Carlos Alcaraz                         | Alexander Zverev                  | 6-3, 2-6, 5-7, 6-1, 6-2 | Details |
| 27 mei 3 juni | Roland Garros Parijs, Frankrijk Grand Slam € 24.961.000 - gravel 128S/128Q/64D/32X                | Marcelo Arévalo Mate Pavić             | Simone Bolelli Andrea Vavassori   | 7-5, 6-3                | Details |
| 27 mei 3 juni | Roland Garros Parijs, Frankrijk Grand Slam € 24.961.000 - gravel 128S/128Q/64D/32X                | Laura Siegemund Édouard Roger-Vasselin | Desirae Krawczyk Neal Skupski     | 7-5, 6-3                | Details |

### Juni
| Week van | Toernooi | Winnaar(s)                        | Finalist(en)                   | Uitslag finale          |         |
| -------- | --- | --------------------------------- | ------------------------------ | ----------------------- | ------- |
| 10 juni  | Libéma Open Rosmalen, Nederland ATP Tour 250 € 767.455 - gras - 28S/16Q/16D                                   | Alex de Minaur                    | Sebastian Korda                | 6-2, 6-4                | Details |
| 10 juni  | Libéma Open Rosmalen, Nederland ATP Tour 250 € 767.455 - gras - 28S/16Q/16D                                   | Nathaniel Lammons Jackson Withrow | Wesley Koolhof Nikola Mektić   | 7-6(7-5), 7-6(7-3)      | Details |
| 10 juni  | Boss Open Stuttgart, Duitsland ATP Tour 250 € 812.235 - gras - 28S/16Q/16D                                    | Jack Draper                       | Matteo Berrettini              | 3-6, 7-6(7-5), 6-4      | Details |
| 10 juni  | Boss Open Stuttgart, Duitsland ATP Tour 250 € 812.235 - gras - 28S/16Q/16D                                    | Rafael Matos Marcelo Melo         | Julian Cash Robert Galloway    | 7-6(7-2), 6-3           | Details |
| 17 juni  | Terra Wortmann Open Halle, Duitsland ATP Tour 500 € 2.411.390 - gras - 32S/24Q/16D                            | Jannik Sinner                     | Hubert Hurkacz                 | 7-6(10-8), 7-6(7-5)     | Details |
| 17 juni  | Terra Wortmann Open Halle, Duitsland ATP Tour 500 € 2.411.390 - gras - 32S/24Q/16D                            | Simone Bolelli Andrea Vavassori   | Kevin Krawietz Tim Pütz        | 7-6(7-3), 7-6(7-5)      | Details |
| 17 juni  | Cinch Championships Londen, Verenigd Koninkrijk ATP Tour 500 € 2.411.390 - gras - 32S/16Q/16D                 | Tommy Paul                        | Lorenzo Musetti                | 6-1, 7-6(10-8)          | Details |
| 17 juni  | Cinch Championships Londen, Verenigd Koninkrijk ATP Tour 500 € 2.411.390 - gras - 32S/16Q/16D                 | Neal Skupski Michael Venus        | Taylor Fritz Karen Khachanov   | 4-6, 7-6 (7-5), [10-8]  | Details |
| 24 juni  | Rothesay International Eastbourne Eastbourne, Verenigd Koninkrijk ATP Tour 250 € 812.235 - gras - 28S/16Q/16D | Taylor Fritz                      | Max Purcell                    | 6-4, 6-3                | Details |
| 24 juni  | Rothesay International Eastbourne Eastbourne, Verenigd Koninkrijk ATP Tour 250 € 812.235 - gras - 28S/16Q/16D | Neal Skupski Michael Venus        | Matthew Ebden John Peers       | 4-6, 7-6 (7-2) , [11-9] | Details |
| 24 juni  | Mallorca Championships Santa Ponsa, Spanje ATP Tour 250 € 1.005.340 - gras - 28S/16Q/16D                      | Alejandro Tabilo                  | Sebastian Ofner                | 6-3, 6-4                | Details |
| 24 juni  | Mallorca Championships Santa Ponsa, Spanje ATP Tour 250 € 1.005.340 - gras - 28S/16Q/16D                      | Julian Cash Robert Galloway       | Diego Hidalgo Alejandro Tabilo | 6-4, 6-4                | Details |

### Juli
| Week van           | Toernooi                                                                                   | Winnaar(s)                                | Finalist(en)                         | Uitslag finale                 |         |
| ------------------ | ------------------------------------------------------------------------------------------ | ----------------------------------------- | ------------------------------------ | ------------------------------ | ------- |
| 1 juli 8 juli      | Wimbledon Londen, Verenigd Koninkrijk Grand Slam £ 22.350.000 - gras 128S/128Q/64D/32X     | Carlos Alcaraz                            | Novak Djokovic                       | 6-2, 6-2, 7-6(7-4)             | Details |
| 1 juli 8 juli      | Wimbledon Londen, Verenigd Koninkrijk Grand Slam £ 22.350.000 - gras 128S/128Q/64D/32X     | Harri Heliövaara Henry Patten             | Max Purcell Jordan Thompson          | 6-7(7-9), 7-6(10-8), 7-6(11-9) | Details |
| 1 juli 8 juli      | Wimbledon Londen, Verenigd Koninkrijk Grand Slam £ 22.350.000 - gras 128S/128Q/64D/32X     | Jan Zieliński Hsieh Su-wei                | Santiago González Giuliana Olmos     | 6-4, 6-2                       | Details |
| 15 juli            | Hamburg European Open Hamburg, Duitsland ATP Tour 500 € 2.047.730 - gravel - 48S/16Q/16D   | Arthur Fils                               | Alexander Zverev                     | 6-3, 3-6, 7-6(7-1)             | Details |
| 15 juli            | Hamburg European Open Hamburg, Duitsland ATP Tour 500 € 2.047.730 - gravel - 48S/16Q/16D   | Kevin Krawietz Tim Puetz                  | Fabien Reboul Edouard Roger-Vasselin | 7-6(10-8), 6-2                 | Details |
| 15 juli            | Nordea Open Båstad, Zweden ATP Tour 250 € 651.855 - gravel - 28S/16Q/16D                   | Nuno Borges                               | Rafael Nadal                         | 6-3, 6-2                       | Details |
| 15 juli            | Nordea Open Båstad, Zweden ATP Tour 250 € 651.855 - gravel - 28S/16Q/16D                   | Orlando Luz Rafael Matos                  | Manuel Guinard Gregoire Jacq         | 7-5, 6-4                       | Details |
| 15 juli            | Hall of Fame Open Newport, Verenigde Staten ATP Tour 250 $ 742.350 - gras - 28S/16Q/16D    | Marcos Giron                              | Alex Michelsen                       | 6-7(4-7), 6-2, 7-5             | Details |
| 15 juli            | Hall of Fame Open Newport, Verenigde Staten ATP Tour 250 $ 742.350 - gras - 28S/16Q/16D    | Andre Goransson Sem Verbeek               | Robert Cash James Tracy              | 6-3, 6-4                       | Details |
| 15 juli            | EFG Swiss Open Gstaad Gstaad, Zwitserland ATP Tour 250 € 651.865 - gravel - 28S/16Q/16D    | Matteo Berrettini                         | Quentin Halys                        | 6-3, 6-1                       | Details |
| 15 juli            | EFG Swiss Open Gstaad Gstaad, Zwitserland ATP Tour 250 € 651.865 - gravel - 28S/16Q/16D    | Yuki Bhambri Albano Olivetti              | Ugo Humbert Fabrice Martin           | 3-6, 6-3, [10-6]               | Details |
| 22 juli            | Plava Laguna Croatia Open Umag Umag, Kroatië ATP Tour 250 € 651.855 - gravel - 28S/16Q/16D | Francisco Cerúndolo                       | Lorenzo Musetti                      | 2-6, 6-4, 7-6(7-5)             | Details |
| 22 juli            | Plava Laguna Croatia Open Umag Umag, Kroatië ATP Tour 250 € 651.855 - gravel - 28S/16Q/16D | Guido Andreozzi Miguel Ángel Reyes-Varela | Manuel Guinard Grégoire Jacq         | 6-4, 6-2                       | Details |
| 22 juli            | Generali Open Kitzbühel, Oostenrijk ATP Tour 250 € 651.865 - gravel - 28S/16Q/16D          | Matteo Berrettini                         | Hugo Gaston                          | 7-5, 6-3                       | Details |
| 22 juli            | Generali Open Kitzbühel, Oostenrijk ATP Tour 250 € 651.865 - gravel - 28S/16Q/16D          | Alexander Erler Andreas Mies              | Constantin Frantzen Hendrik Jebens   | 6-3, 3-6, [10-6]               | Details |
| 22 juli            | Atlanta Open Atlanta, Verenigde Staten ATP Tour 250 $ 841.590 - hardcourt - 28S/16Q/16D    | Yoshihito Nishioka                        | Jordan Thompson                      | 4-6, 7-6(7-2), 6-2             | Details |
| 22 juli            | Atlanta Open Atlanta, Verenigde Staten ATP Tour 250 $ 841.590 - hardcourt - 28S/16Q/16D    | Nathaniel Lammons Jackson Withrow         | André Göransson Sem Verbeek          | 4-6, 6-4, [12-10]              | Details |
| 29 juli 5 augustus | Olympische Spelen 2024 Parijs, Frankrijk Olympische Spelen Gravel - 64S/32D/16X            | Novak Djokovic                            | Carlos Alcaraz                       | 7-6(7-3) , 7-6(7-2)            | Details |
| 29 juli 5 augustus | Olympische Spelen 2024 Parijs, Frankrijk Olympische Spelen Gravel - 64S/32D/16X            | Matthew Ebden John Peers                  | Austin Krajicek Rajeev Ram           | 6-7 (6-8), 7-6 (7-1), [10-8]   | Details |
| 29 juli 5 augustus | Olympische Spelen 2024 Parijs, Frankrijk Olympische Spelen Gravel - 64S/32D/16X            | Kateřina Siniaková Tomáš Macháč           | Wang Xinyu Zhang Zhizhen             | 6-2, 5-7, [10-8]               | Details |
| 29 juli 5 augustus | Citi Open Washington, Verenigde Staten ATP Tour 500 $ 2.271.715 - hardcourt - 48S/16Q/16D  | Sebastian Korda                           | Flavio Cobolli                       | 4-6, 6-2, 6-0                  | Details |
| 29 juli 5 augustus | Citi Open Washington, Verenigde Staten ATP Tour 500 $ 2.271.715 - hardcourt - 48S/16Q/16D  | Nathaniel Lammons Jackson Withrow         | Rafael Matos Marcelo Melo            | 7-5, 6-3                       | Details |

### Augustus
| Week van                | Toernooi | Winnaar(s)                         | Finalist(en)                      | Uitslag finale |         |
| ----------------------- | --- | ---------------------------------- | --------------------------------- | -------------- | ------- |
| 5 augustus              | National Bank Open presented by Rogers Montreal, Canada ATP Tour Masters 1000 $ 7.867.600 - hardcourt - 56S/28Q/28D | Alexei Popyrin                     | Andrej Roebljov                   | 6-2, 6-4       | Details |
| 5 augustus              | National Bank Open presented by Rogers Montreal, Canada ATP Tour Masters 1000 $ 7.867.600 - hardcourt - 56S/28Q/28D | Marcel Granollers Horacio Zeballos | Rajeev Ram Joe Salisbury          | 6-2, 7-6(7-4)  | Details |
| 12 augustus             | Western & Southern Open Cincinnati, Verenigde Staten ATP Tour Masters 1000 $ 7.909.030 - hardcourt - 56S/28Q/28D    | Jannik Sinner                      | Frances Tiafoe                    | 7-6(7-4), 6-2  | Details |
| 12 augustus             | Western & Southern Open Cincinnati, Verenigde Staten ATP Tour Masters 1000 $ 7.909.030 - hardcourt - 56S/28Q/28D    | Marcelo Arévalo Mate Pavić         | Mackenzie McDonald Alex Michelsen | 6-2, 6-4       | Details |
| 19 augustus             | Winston-Salem Open Winston-Salem, Verenigde Staten ATP Tour 250 $ 867.750 - hardcourt - 28S/16Q/16D                 | Lorenzo Sonego                     | Alex Michelsen                    | 6-0, 6-3       | Details |
| 19 augustus             | Winston-Salem Open Winston-Salem, Verenigde Staten ATP Tour 250 $ 867.750 - hardcourt - 28S/16Q/16D                 | Nathaniel Lammons Jackson Withrow  | Julian Cash Robert Galloway       | 6-4, 6-3       | Details |
| 26 augustus 2 september | US Open New York, Verenigde Staten Grand Slam $ 37.500.000 - hardcourt - 128S/128Q/64D/32X                          | Jannik Sinner                      | Taylor Fritz                      | 6-3, 6-4, 7-5  | Details |
| 26 augustus 2 september | US Open New York, Verenigde Staten Grand Slam $ 37.500.000 - hardcourt - 128S/128Q/64D/32X                          | Max Purcell Jordan Thompson        | Kevin Krawietz Tim Pütz           | 6-4, 7-6(7-4)  | Details |
| 26 augustus 2 september | US Open New York, Verenigde Staten Grand Slam $ 37.500.000 - hardcourt - 128S/128Q/64D/32X                          | Andrea Vavassori Sara Errani       | Taylor Townsend Donald Young      | 7-6(7-0), 7-5  | Details |

### September
| Week van                  | Toernooi | Winnaar(s)                                                                                                 | Finalist(en)                                                                                                | Uitslag finale          |         |
| ------------------------- | --- | --- | --- | ----------------------- | ------- |
| 9 september               | Davis Cup by Rakuten (groepsfase) Bologna, Italië Manchester, Verenigd Koninkrijk Valencia, Spanje Zhuhai, China hardcourt (i) - 16 teams (RR) | Italië Canada Spanje Verenigde Staten                                                                      | Nederland Argentinië Australië Duitsland                                                                    |                         | Details |
| 16 september              | Laver Cup Berlijn, Duitsland Continententoernooi hardcourt (i) - 2 teams                                                                       | Team Europa Casper Ruud Stéfanos Tsitsipás Grigor Dimitrov Carlos Alcaraz Alexander Zverev Daniil Medvedev | Team Wereld Francisco Cerúndolo Thanasi Kokkinakis Alejandro Tabilo Frances Tiafoe Ben Shelton Taylor Fritz | 13-11                   | Details |
| 16 september              | Chengdu Open Chengdu, China ATP Tour 250 $ 1.269.245 - hardcourt - 28S/16Q/16D                                                                 | Shang Juncheng                                                                                             | Lorenzo Musetti                                                                                             | 7-6(7-4) , 6-1          | Details |
| 16 september              | Chengdu Open Chengdu, China ATP Tour 250 $ 1.269.245 - hardcourt - 28S/16Q/16D                                                                 | Sadio Doumbia Fabien Reboul                                                                                | Yuki Bhambri Albano Olivetti                                                                                | 6-4, 4-6, [10-4]        | Details |
| 16 september              | Hangzhou Open Hangzhou, China ATP Tour 250 $ 1.081.395 - hardcourt - 28S/16Q/16D                                                               | Marin Čilić                                                                                                | Zhang Zhizhen                                                                                               | 7-6(7-5), 7-6(7-5)      | Details |
| 16 september              | Hangzhou Open Hangzhou, China ATP Tour 250 $ 1.081.395 - hardcourt - 28S/16Q/16D                                                               | Jeevan Nedunchezhiyan Vijay Sundar Prashanth                                                               | Constantin Frantzen Hendrik Jebens                                                                          | 4-6, 7-6(7-5), [10-7]   | Details |
| 23 september 30 september | China Open Peking, China ATP Tour 500 $ 3.891.650 - hardcourt - 32S/16Q/16D                                                                    | Carlos Alcaraz                                                                                             | Jannik Sinner                                                                                               | 6-7(6-8), 6-4, 7-6(7-3) | Details |
| 23 september 30 september | China Open Peking, China ATP Tour 500 $ 3.891.650 - hardcourt - 32S/16Q/16D                                                                    | Simone Bolelli Andrea Vavassori                                                                            | Harri Heliövaara Henry Patten                                                                               | 4-6, 6-3 [10-5]         | Details |
| 23 september 30 september | Japan Open Tokio, Japan ATP Tour 500 $ 1.989.865 - hardcourt - 32S/16Q/16D                                                                     | Arthur Fils                                                                                                | Ugo Humbert                                                                                                 | 5-7, 7-6(8-6), 6-3      | Details |
| 23 september 30 september | Japan Open Tokio, Japan ATP Tour 500 $ 1.989.865 - hardcourt - 32S/16Q/16D                                                                     | Julian Cash Lloyd Glasspool                                                                                | Ariel Behar Robert Galloway                                                                                 | 6-4, 4-6, [12-10]       | Details |

### Oktober
| Week van                 | Toernooi                                                                                              | Winnaar(s)                    | Finalist(en)                         | Uitslag finale         |         |
| ------------------------ | --- | ----------------------------- | ------------------------------------ | ---------------------- | ------- |
| 2 oktober tot 13 oktober | Shanghai Masters Shanghai, China ATP Tour Masters 1000 $ 10.298.535 - hardcourt (i) - 96S/48Q/32D     | Jannik Sinner                 | Novak Djokovic                       | 7-6(7-4), 6-3          | Details |
| 2 oktober tot 13 oktober | Shanghai Masters Shanghai, China ATP Tour Masters 1000 $ 10.298.535 - hardcourt (i) - 96S/48Q/32D     | Wesley Koolhof Nikola Mektić  | Máximo González Andrés Molteni       | 6-4, 6-4               | Details |
| 14 oktober               | Almaty Open Astana, Kazachstan ATP Tour 250 $ 1.117.465 - hardcourt (i) - 28S/16Q/16D                 | Karen Chatsjanov              | Gabriel Diallo                       | 6-2, 5-7, 6-3          | Details |
| 14 oktober               | Almaty Open Astana, Kazachstan ATP Tour 250 $ 1.117.465 - hardcourt (i) - 28S/16Q/16D                 | Rithvik Choudary Arjun Kadhe  | Nicolás Barrientos Skander Mansouri  | 3-6, 7-6(7-3), [14-12] | Details |
| 14 oktober               | European Open Antwerpen, België ATP Tour 250 € 767.455 - hardcourt (i) - 28S/16Q/16D                  | Roberto Bautista Agut         | Jiří Lehečka                         | 7-5, 6-1               | Details |
| 14 oktober               | European Open Antwerpen, België ATP Tour 250 € 767.455 - hardcourt (i) - 28S/16Q/16D                  | Alexander Erler Lucas Miedler | Robert Galloway Oleksandr Nedovjesov | 6-4, 1-6, [10-8]       | Details |
| 14 oktober               | Stockholm Open Stockholm, Zweden ATP Tour 250 € 767.455 - hardcourt (i) - 28S/16Q/16D                 | Tommy Paul                    | Grigor Dimitrov                      | 6-4, 6-3               | Details |
| 14 oktober               | Stockholm Open Stockholm, Zweden ATP Tour 250 € 767.455 - hardcourt (i) - 28S/16Q/16D                 | Harri Heliövaara Henry Patten | Petr Nouza Patrik Rikl               | 7-5, 6-3               | Details |
| 21 oktober               | Swiss Indoors Basel Bazel, Zwitserland ATP Tour 500 € 2.414.215 - hardcourt (i) - 32S/16Q/16D         | Giovanni Mpetshi Perricard    | Ben Shelton                          | 6-4, 7-6(7-4)          | Details |
| 21 oktober               | Swiss Indoors Basel Bazel, Zwitserland ATP Tour 500 € 2.414.215 - hardcourt (i) - 32S/16Q/16D         | Jamie Murray John Peers       | Wesley Koolhof Nikola Mektić         | 6-3, 7-5               | Details |
| 21 oktober               | Erste Bank Open Wenen, Oostenrijk ATP Tour 500 € 2.626.045 - hardcourt (i) - 32S/16Q/16D              | Jack Draper                   | Karen Chatsjanov                     | 6-4, 7-5               | Details |
| 21 oktober               | Erste Bank Open Wenen, Oostenrijk ATP Tour 500 € 2.626.045 - hardcourt (i) - 32S/16Q/16D              | Alexander Erler Lucas Miedler | Neal Skupski Michael Venus           | 4-6, 6-3, [10-1]       | Details |
| 28 oktober               | Rolex Paris Masters Parijs, Frankrijk ATP Tour Masters 1000 € 6.946.835 - hardcourt (i) - 56S/24Q/24D | Alexander Zverev              | Ugo Humbert                          | 6-2, 6-2               | Details |
| 28 oktober               | Rolex Paris Masters Parijs, Frankrijk ATP Tour Masters 1000 € 6.946.835 - hardcourt (i) - 56S/24Q/24D | Wesley Koolhof Nikola Mektić  | Lloyd Glasspool Adam Pavlásek        | 3-6, 6-3, [10-5]       | Details |

### November
| Week van    | Toernooi                                                                             | Winnaar(s)                 | Finalist(en)                          | Uitslag finale         |         |
| ----------- | ------------------------------------------------------------------------------------ | -------------------------- | ------------------------------------- | ---------------------- | ------- |
| 4 november  | Moselle Open Metz, Frankrijk ATP Tour 250 € 651.865 - hardcourt (i) - 28S/16Q/16D    | Benjamin Bonzi             | Cameron Norrie                        | 7-6 (8-6), 6-4         | Details |
| 4 november  | Moselle Open Metz, Frankrijk ATP Tour 250 € 651.865 - hardcourt (i) - 28S/16Q/16D    | Sander Arends Luke Johnson | Pierre-Hugues Herbert Albano Olivetti | 6-4, 3-6, [10-3]       | Details |
| 4 november  | Belgrado Open Belgrado, Servië ATP Tour 250 € 651.865 - hardcourt (i) - 28S/16Q/16D  | Denis Shapovalov           | Hamad Medjedovic                      | 6-4, 6-4               | Details |
| 4 november  | Belgrado Open Belgrado, Servië ATP Tour 250 € 651.865 - hardcourt (i) - 28S/16Q/16D  | Jamie Murray John Peers    | Ivan Dodig Skander Mansouri           | 3-6, 7-6 (7-5), [11-9] | Details |
| 11 november | Nitto ATP Finals Turijn, Italië ATP Finals $ 15.250.000 - hardcourt (i) - 8S/8D (RR) | Jannik Sinner              | Taylor Fritz                          | 6-4, 6-4               | Details |
| 11 november | Nitto ATP Finals Turijn, Italië ATP Finals $ 15.250.000 - hardcourt (i) - 8S/8D (RR) | Kevin Krawietz Tim Pütz    | Marcelo Arévalo Mate Pavić            | 7-6 (7-5), 7-6 (8-6)   | Details |
| 18 november | Davis Cup by Rakuten (finaleronde) Malaga, Spanje hardcourt (i) - 8 teams            | Italië                     | Nederland                             | 2-0                    | Details |

### December
| Week van    | Toernooi | Winnaar(s)   | Finalist(en) | Uitslag finale           |         |
| ----------- | --- | ------------ | ------------ | ------------------------ | ------- |
| 16 december | Intese Sanpoala Next Gen ATP Finals Jeddah, Saoedi-Arabië Next Generation ATP Finals $ 2.050.000 - hardcourt (i) - 8S (RR) | João Fonseca | Learner Tien | 2-4, 4-3,(10-8) 4-0, 4-2 | Details |

## Overzicht ondergronden
| Januari                  | Januari | Januari | Januari | Februari | Februari | Februari | Februari | Februari | Maart | Maart | Maart | Maart | April | April | April | April | Mei | Mei | Mei | Mei | Mei | Juni | Juni | Juni | Juni | Juli | Juli | Juli | Juli | Augustus | Augustus | Augustus | Augustus | Augustus | September | September | September | September | Oktober | Oktober | Oktober | Oktober | Oktober | November | November | November | November | December | December | December | December |
| ↓ Hardcourt (32 weken) ↓ |         |         |         |          |          |          |          |          |       |       |       |       |       |       |       |       |     |     |     |     |     |      |      |      |      |      |      |      |      |          |          |          |          |          |           |           |           |           |         |         |         |         |         |          |          |          |          |          |          |          |          |
|                          |         |         |         |          |          |          |          |          |       |       |       |       |       |       |       |       |     |     |     |     |     |      |      |      |      |      |      |      |      |          |          |          |          |          |           |           |           |           |         |         |         |         |         |          |          |          |          |          |          |          |          |
| ↓ Gravel (17 weken) ↓    |         |         |         |          |          |          |          |          |       |       |       |       |       |       |       |       |     |     |     |     |     |      |      |      |      |      |      |      |      |          |          |          |          |          |           |           |           |           |         |         |         |         |         |          |          |          |          |          |          |          |          |
|                          |         |         |         |          |          |          |          |          |       |       |       |       |       |       |       |       |     |     |     |     |     |      |      |      |      |      |      |      |      |          |          |          |          |          |           |           |           |           |         |         |         |         |         |          |          |          |          |          |          |          |          |
| ↓ Gras (6 weken) ↓       |         |         |         |          |          |          |          |          |       |       |       |       |       |       |       |       |     |     |     |     |     |      |      |      |      |      |      |      |      |          |          |          |          |          |           |           |           |           |         |         |         |         |         |          |          |          |          |          |          |          |          |
|                          |         |         |         |          |          |          |          |          |       |       |       |       |       |       |       |       |     |     |     |     |     |      |      |      |      |      |      |      |      |          |          |          |          |          |           |           |           |           |         |         |         |         |         |          |          |          |          |          |          |          |          |

|  | = Grandslamtoernooi |  | = Davis Cup (ondergrond bepaald door thuisspelend land) |

## Statistieken toernooien

### Toernooien per ondergrond
| Ondergrond   | Aantal | Buiten/binnen | Aantal |
| ------------ | ------ | ------------- | ------ |
| Hardcourt    | 39     | Buiten        | 23     |
| Hardcourt    | 39     | Binnen        | 16     |
| Gravel       | 22     | Buiten        | 22     |
| Gras         | 8      | Buiten        | 8      |
| Verschillend | 1      | Verschillend  | 1      |
| Totaal       | 71     |               |        |

### Toernooien per continent
| Continent     | Aantal |
| ------------- | ------ |
| Europa        | 35     |
| Noord-Amerika | 14     |
| Azië          | 10     |
| Oceanië       | 5      |
| Zuid-Amerika  | 4      |
| Afrika        | 1      |
| Verschillend  | 1      |
| Totaal        | 70     |

### Toernooien per land
| Aantal | Land |
| ------ | --- |
| 11     | Verenigde Staten |
| 7      | Frankrijk |
| 5      | Duitsland |
| 4      | Australië, China |
| 3      | Spanje, Verenigd Koninkrijk, Zwitserland |
| 2      | Argentinië, Italië, Mexico, Nederland, Oostenrijk, Zweden |
| 1      | België, Brazilië, Canada, Chili, Hongkong, Japan, Kazachstan, Kroatië, Marokko, Monaco, Nieuw-Zeeland, Portugal, Qatar, Roemenië, Saoedi-Arabië, Servië, Verenigde Arabische Emiraten |

## Uitzendrechten
De ATP tennistoernooien waren in 2024 in Nederland te zien op Ziggo Sport (beschikbaar voor klanten van tv-aanbieder Ziggo) en betaalzender Ziggo Sport Totaal. De betaalzender Ziggo Sport Totaal beschikte over het eigen tenniskanaal Ziggo Sport Tennis. Ziggo Sport zond alle 9 ATP Tour Masters 1000 toernooi uit, evenals alle alle 13 ATP Tour 500 toernooien en verschillende ATP Tour 250 toernooien.